# Dading
Een dading is een overeenkomst tussen partijen om een (vermogensrechtelijk) rechtsgeschil te beëindigen of te voorkomen. Het is een bijzondere categorie binnen de vaststellingsovereenkomsten.

## België
Volgens artikel 2044 van het Belgische burgerlijk wetboek is een dading een contract, waarbij partijen een gerezen geschil beëindigen, of een toekomstig geschil voorkomen. Dit contract moet schriftelijk opgemaakt worden.  Soms wordt ook de term 'transactie' gebruikt omdat in de Franse versie van het Burgerlijk Wetboek sprake is van transaction.
Belangrijk bij een dading is dat men "water bij de wijn" doet. Wanneer slechts één partij toegevingen doet in het voordeel van diens wederpartij, die dus alles krijgt wat hij eiste, zal er een constitutief bestanddeel van de dading ontbreken. Zoals bij alle overeenkomsten levert een gebrek in de constitutieve bestanddelen een grond tot nietigverklaring op. Concreet wil dit zeggen dat men de beëindiging van de overeenkomst kan vragen aan de rechter met terugwerkende kracht, alsof de overeenkomst nooit bestaan heeft (ex tunc). De nietigverklaring mag niet verward worden met de ontbinding van een overeenkomst, daar die rechtsfiguur op andere gronden steunt en een andere uitwerking heeft in de tijd.

## Nederland
In Nederland is een dading een schriftelijk contract waarbij partijen, door middel van een vergelijk een geschil ten einde brengen of voorkomen, ook wel een schikking genoemd.